# Албанский военный контингент в Ираке
Албанский военный контингент в Ираке — созданное весной 2003 года подразделение вооружённых сил Албании, которое с апреля 2003 по декабрь 2008 года участвовало в войне в Ираке.

## История
31 марта 2003 года парламентом страны было утверждено решение о отправке в Ирак первого подразделения из 75 военнослужащих (5 офицеров и 70 солдат) - которое должно было находиться в подчинении военного командования США, заниматься охраной объектов и патрулированием, но не участвовать в боевых действиях. Продолжительность пребывания албанского подразделения на территории Ирака должна была составить три месяца.
Вечером 15 сентября 2003 в центре города Мосул неизвестные бросили несколько ручных гранат и открыли автоматный огонь на улице возле здания губернаторства. По данным военного командования США, в результате нападения один местный житель был убит и 13  человек ранены. В числе 13 раненых были трое албанских солдат.
25 февраля 2005 года правительство Албании сообщило о намерении увеличить численность контингента в Ираке на 50 человек (с 71 до 121 военнослужащих) в апреле 2005 года (в ходе замены личного состава). В сентябре 2008 года численность контингента была увеличена ещё раз - до 240 военнослужащих.
17 декабря 2008 года объявлено о выводе войск, на военной базе в городе Мосул был спущен государственный флаг. 18 декабря 2008 года последние военнослужащие покинули страну и участие в военной операции было завершено.
15 декабря 2011 года США объявили о победе и официальном завершении Иракской войны, однако боевые действия в стране продолжались.
В июне 2014 года боевики "Исламского государства" начали масштабное наступление на севере Ирака, после чего положение в стране осложнилось. 29 июня 2014 года на занятых ИГИЛ территориях Ирака был провозглашен халифат. 8 сентября 2014 года США стали наносить авиаудары по занятым ИГИЛ территориям и начали создание международной коалиции по оказанию помощи Ираку в борьбе с ИГИЛ (к которой присоединилась Албания). 15 августа 2014 года правительство Албании объявило об отправке в Ирак военной помощи - 10 000 шт. автоматов "тип 56", 22 млн. патронов 7,62 × 39 мм к ним, 15 000 шт. ручных гранат, а также 32 000 шт. миномётных мин и артиллерийских снарядов различного калибра (которые должны были поступить на вооружение отрядов пешмерги). Первая часть груза была отправлена 26 августа 2014 в Ирак из международного аэропорта имени Марии Терезы в Тиране транспортным самолётом С-17 военно-воздушных сил США. Следующая часть груза была отправлена из Албании в Ирак в сентябре 2014 года транспортным самолётом военно-воздушных сил Канады (в конечном итоге, выделенный объем военной помощи был отправлен четырьмя частями до конца 2014 года).
В 2016-2017 гг. положение в Ираке оставалось сложным, и 27 февраля 2017 года министр обороны Албании Мими Кодели сообщила, что Албания готова направить армейское подразделение (пехотный взвод из 30 военнослужащих) в Ирак, а албанское правительство запросило разрешение у правительства Ирака на ввод албанских подразделений в Ирак.

## Результаты
В общей сложности (с учётом ротаций личного состава), в 2003 -2008 гг. в войне в Ираке приняли участие 1377 военнослужащих Албании. Потери албанского контингента в Ираке составили не менее трёх военнослужащих ранеными.
Помимо прямых военных расходов на участие в военной операции, Албания предоставляла военную помощь Ираку.
- так, по данным отчёта правительства Албании в ООН, в 2015 году в виде военной помощи Ираку было бесплатно передано 78 противотанковых ракет[8].